# Гранфельт, Нильс
Нильс Даниэль Гранфельт (швед. Nils Daniel Granfelt; 17 февраля 1887, Стокгольм — 21 июля 1959, Накка, Стокгольм) — шведский гимнаст, чемпион летних Олимпийских игр 1912 года в командном первенстве по шведской системе. Брат гимнастов Эрика и Ганса Гранфельтов, дядя фехтовальщика Нильса Рюдстрёма.